# Digital Visual Fortran
Digital Visual Fortran — линейка продуктов фирмы Digital Equipment Corporation (Compaq), включающих интегрированную среду разработки Microsoft Visual Studio 6.0, компиляторы и библиотеки для разработки на языке Фортран.
Наиболее известными продуктами этой линейки являются FPS 4.0 (Microsoft Fortran Power Station), DVF 5.0 и 6.0.